# Hochdorf-Assenheim
Hochdorf-Assenheim est une municipalité de la Verbandsgemeinde Dannstadt-Schauernheim, dans l'arrondissement de Rhin-Palatinat, en Rhénanie-Palatinat, dans l'ouest de l'Allemagne.

## Références

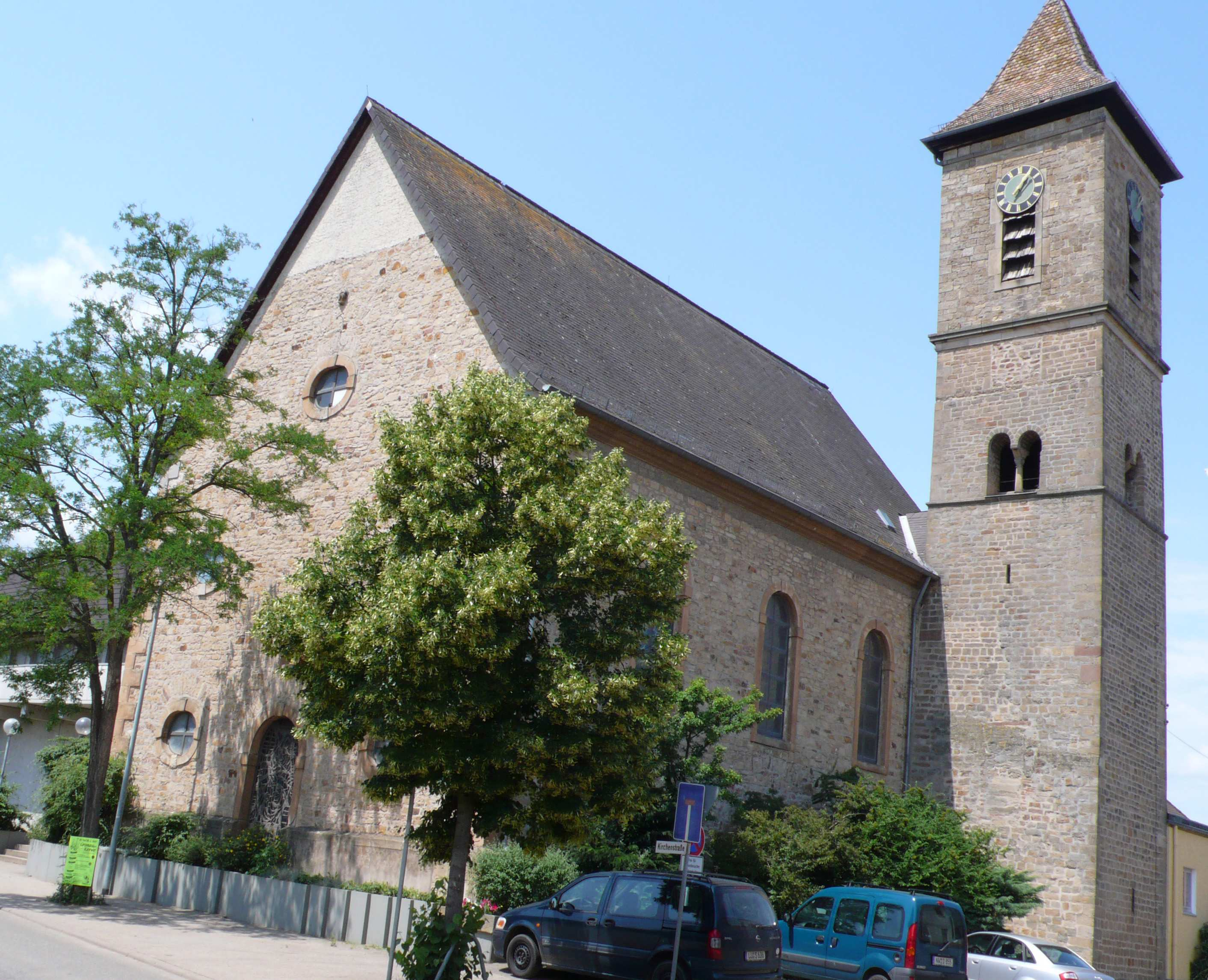
Église catholique de Hochdorf-Assenheim